# Montana Colors

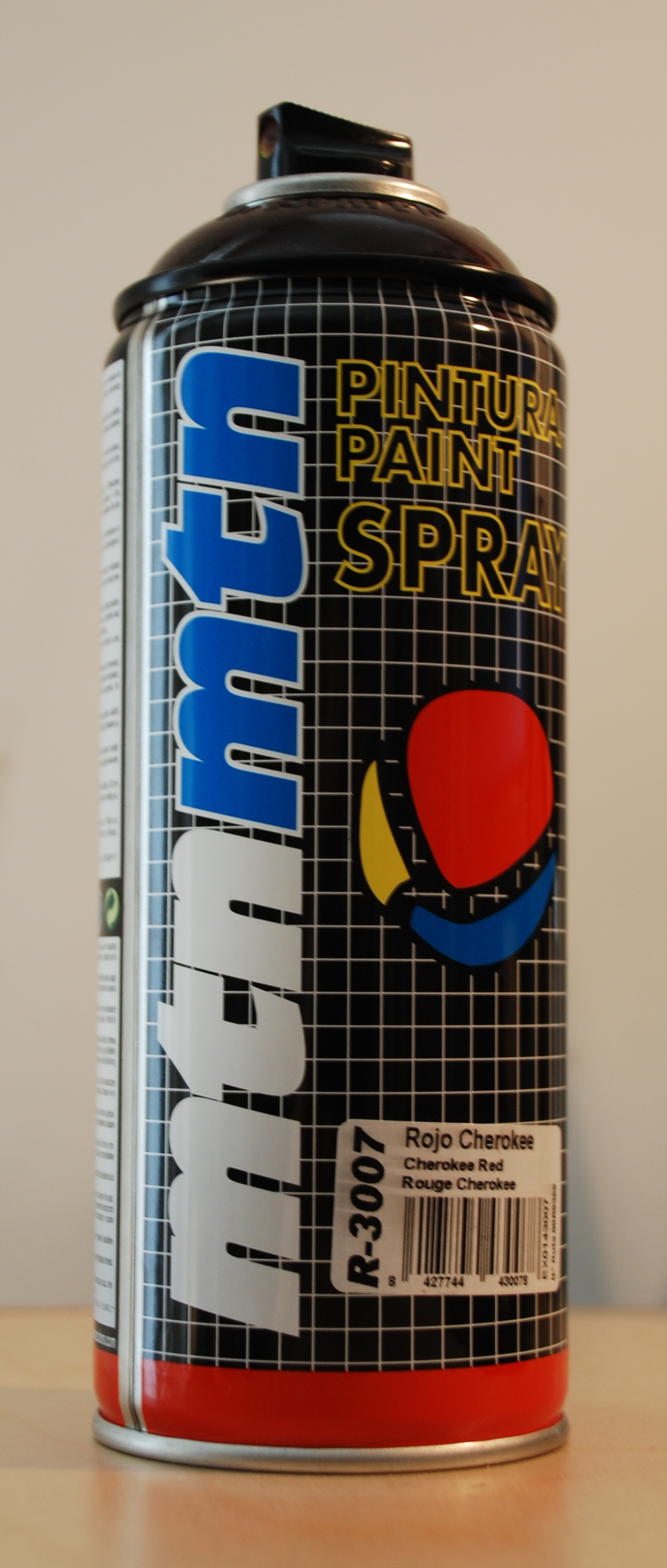
Montanacolorshardcore

Montana Colors és una empresa catalana fabricant i distribuïdora d'esprais de pintura, destinada principalment al sector del graffiti. Amb seu a Sant Vicenç de Castellet, fa pintura en aerosol i proveeix els artistes del grafit i de les arts plàstiques de més de 60 països de tot el món. Va ser fundada el 1994 per Jordi Rubió.
El 80% de la seva facturació es realitza fora de l'Estat, amb presència a més de 50 països principalment mitjançant acords de distribució.